# 狄安娜号防护巡洋舰 (1899年)
狄安娜号防护巡洋舰（俄語：Диана，又意译而称为狩猎女神号或月亮女神号），为俄罗斯帝国建造的帕拉达级防护巡洋舰2号舰。狄安娜号建成即与姊妹舰帕拉达号前往旅顺港（俄方称亚瑟港）并编入太平洋舰队。日俄战争爆发时，帕拉达号参加了旅顺口海战及黄海海战，后逃脱并前往中立国港口，在当地遭到扣押直到战争结束。日俄战争后狄安娜号重新返回俄国海军，并参加了第一次世界大战。苏联成立后，苏联海军接管了本舰。
本舰名字“狄安娜”来源于罗马神话月亮女神与狩猎女神狄安娜。其名字按俄语发音（Диана）应该翻译成季阿娜号，然则该写法在中文出版物中比较罕见，以下均按拉丁读音而写作“狄安娜号”。

## 建造背景及概述
帕拉达级设计之初，主要是用于在开阔洋面、尤其是在远东进行商路破袭战。俄国方面一开始打算购买外国的设计，最后还是决定下来使用俄国自己的设计方案。
帕拉达级作为一款防护巡洋舰，防护比较薄弱，狄安娜号也不例外。由于建造延宕，本舰建成即已过时。俄国同一时期购买、接收的一批外国建造的巡洋舰即比本舰更快（如美国造的瓦良格号，1901年初入役，最高航速23节）。

## 舰历

### 前期
本舰号1897年6月4日（俄历5月23日）在圣彼得堡海军部造船厂开始建造，1899年10月12日（俄历9月30日）下水。1901年12月23日（俄历12月10日），狄安娜号建成进入俄国海军服役。1902年10月17日，狄安娜号与前无畏舰列特维赞号、姊妹舰帕拉达号一同从喀琅施塔德出发启程前往旅顺。沿途由于诸多原因（如天气恶劣；机械故障；燃煤消耗速度大于预期等），舰队屡次需要入港进行补给，因此行程多有延误。
1903年4月21日（俄历4月8日），舰队抵达日本长崎，在那里与阿斯科利德号会合。随即狄安娜号听命于俄国驻汉城特命全权公使亚历山大·帕夫洛夫往返朝鲜与日本之间进行谈判。5月6日（俄历4月23日）狄安娜号抵达旅顺，加入太平洋舰队。过了几天帕夫洛夫又乘着狄安娜号前往仁川。
帕拉达号和狄安娜号在旅顺没有得到什么好脸色。俄国远东海陆军总司令叶夫根尼·伊万诺维奇·阿列克塞耶夫海军上将直指两舰由于多年延误，在所有方面都大幅落后于其对手，而且建造质量也不高，诸多地方存在问题。两舰航海性能也未能尽人意，虽然合同要求达到20节，但全速航行时舰艏会大幅度没入水中。俄军官兵讥讽两舰为“（俄国）国内发明的女神（俄語：богинями отечественного изобретения）”，私底下则戏称为“帕拉什卡（俄語：Палашка）”和“达什卡（俄語：Дашка）”。
从1901年起，日本与俄国就双方在满洲地区和朝鲜半岛的势力范围的划分展开了一系列会谈，但进展甚微。1903年，俄国政府多次拒绝了日本对于满洲权益的提议，使得日本方面大为光火。1903年底，日本方面认定已经不再有谈判的意义，战争已经迫在眉睫。考虑到战争随时都有可能爆发，太平洋舰队旅顺分舰队的主力舰将锚地转移到了旅顺港外港，一旦日本出兵登陆朝鲜，俄国舰队随时可以出动。

### 日俄战争
1904年2月8-9日夜间，日本对俄国不宣而战，出动驱逐舰对停泊在旅顺港的俄国舰队发动鱼雷攻击，日俄战争爆发。夜间的鱼雷攻击中有多艘日本驱逐舰向狄安娜号发起攻击。尽管如此，狄安娜号并没有受到什么损伤。9日早上，联合舰队司令长官东乡平八郎海军中将率领主力准备在白天发起炮击战。07:00前后俄国瞭望哨确认了从外海驶来的船只的轮廓，狄安娜号等各舰开始升火。08:37狄安娜号出港，在黄金山以东一带进行巡逻。随着日军主力陆续出现，11:30狄安娜号调头撤退，并对着距离8000米的日舰用艉部火炮进行了3轮射击；由于距离太远，狄安娜号的射击没有任何命中。紧接着东乡率舰队闯入旅顺港。东乡判断俄军舰队受到鱼雷攻击后已经重创、陷入混乱，因此下令用主炮对旅顺港岸防炮台进行炮击，而只用副炮攻击俄国舰队。然而俄国舰队并没有如日军高层指挥官预料的那样不堪一击，全舰包括狄安娜号在内对日舰进行了反击。日军的副炮对于俄舰并没有起到太大的杀伤作用，使得俄舰可以持续进行还击。
同年4月13日，时任旅顺分舰队司令斯捷潘·馬卡羅夫海军中将率领旅顺分舰队主力出港迎击日军舰队。日军主力舰赶来支援，俄舰撤回港内。就在此时，旗舰战列舰彼得罗巴甫洛夫斯克号触雷爆炸并迅速沉没，馬卡羅夫战死。狄安娜号正好就在彼得罗巴甫洛夫斯克号后方，见状立即对落水乘员进行救助。狄安娜号本身在本次行动中没有受损记录。
同年4月22日，俄军为了强化陆地上的防卫能力，将狄安娜号上层甲板的两门152毫米炮、4门75毫米炮拆走，同时所有的63.5毫米速射炮和37毫米机关炮也都拆了下来，送到旅顺要塞，安装在面向陆地一侧。
同年6月23日凌晨，俄军侦察防护巡洋舰诺维克号率先从黄金山下出港。这次实际上是太平洋舰队旅顺分舰队的一次突围尝试，紧接着巴扬号、佩列斯韦特号、波尔塔瓦号、塞瓦斯托波尔号、帕拉达号、阿斯科利德号、狄安娜号等8艘主要舰艇陆续抵达馒头山东南岸。11:00左右皇太子号、胜利号、列特维赞号也已经出港。面对倾巢出动的俄舰，日舰主力尚未抵达，此时在遇岩仅有少量轻型舰艇。17:40日军第六战队（辖防护巡洋舰明石、须磨、秋津洲、和泉、千代田）从遇岩后退，希望能将俄舰引诱到第一战队（由战列舰组成）的方向去。18:15日军主力赶到，20:00无心恋战的俄舰开始调头往北撤退。20:20东乡下令让驱逐舰发动突击。本次行动双方均未有大的战果。
同年8月，日本陆军在地面战场上已经将战线推进到离旅顺港不远处，陆军的重炮已经可以对港内俄国舰队进行炮击。深感第一太平洋舰队（俄国从波罗的海舰队抽调舰艇组成第二太平洋舰队后，原太平洋舰队改称第一太平洋舰队）旅顺分舰队已经暴露在敌军火力之下，俄国高层责成威廉·维特捷夫特海军少将率领舰队从速突围。港内俄舰8月10日07：00开始起航，准备突围，而日军舰队在中午拦截住俄军舰队，黄海海战爆发。出港时俄军巡洋舰分队跟随在战列舰分队后面，其中狄安娜号在分队内序列第三（阿斯科利德号、帕拉达号、狄安娜号）。在第一轮交锋中阿斯科利德号、帕拉达号均受到日舰命中而负伤，因此巡洋舰分队改变位置，转移到战列舰分队左舷位置。交战中俄军旗舰皇太子号司令塔受到日军大口径炮弹命中，司令威廉·维特捷夫特战死，俄舰陷入了混乱。巡洋舰分队司令尼古拉·赖岑施泰因海军少将意识到旗舰的异状，他坚决反对再次退回旅顺港，而是率领巡洋舰分队转向东南，试图从日军包围圈中最薄弱的地方突破封锁。驱逐舰领舰诺维克号也跟随阿斯科利德号突进，帕拉达号、狄安娜号两舰稍延迟一点也跟了上来。在四艘俄国巡洋舰、以及若干驱逐舰突击的方向，有着4艘日军巡洋舰，以及若干鱼雷艇，左方还能确认3艘松岛级防护巡洋舰。各日舰对准突围俄舰进行猛烈的攻击。中途俄舰目击到日军一艘似乎是“浅间级”的装甲巡洋舰迎上前来试图拦截。俄舰奋起还击，命中“浅间号”，俄军声称造成起火。日军鱼雷艇发射鱼雷，不过全部射失。阿斯科利德号、诺维克号以20节的航速全速脱离，吸引了大批日军舰艇的注意力。海战中，狄安娜号甲板及水线下各受到一发炮弹命中，伤亡17人。
10日夜晚，狄安娜号与高速脱离的阿斯科利德号、诺维克号失去了联系，旁边只剩下一艘驱逐舰雷雨号。舰长亚历山大·利文指挥本舰与雷雨号，一同突破了日军封锁，经山东高角方向脱离，然后一路向南经过上海。利文下令雷雨号自行开往上海（后来雷雨号与阿斯科利德号在上海一起遭到清政府扣押），自己则指挥狄安娜号继续向南，经广州湾进入法屬印度支那海防市停留，最后8月24到达西贡。日本方面得知狄安娜号入港的消息，立即与法国方面展开交涉。9月10日，狄安娜号降下军旗，解除武装，舰上乘员全部留置在法国领土，直到战争结束。

### 后期至结局

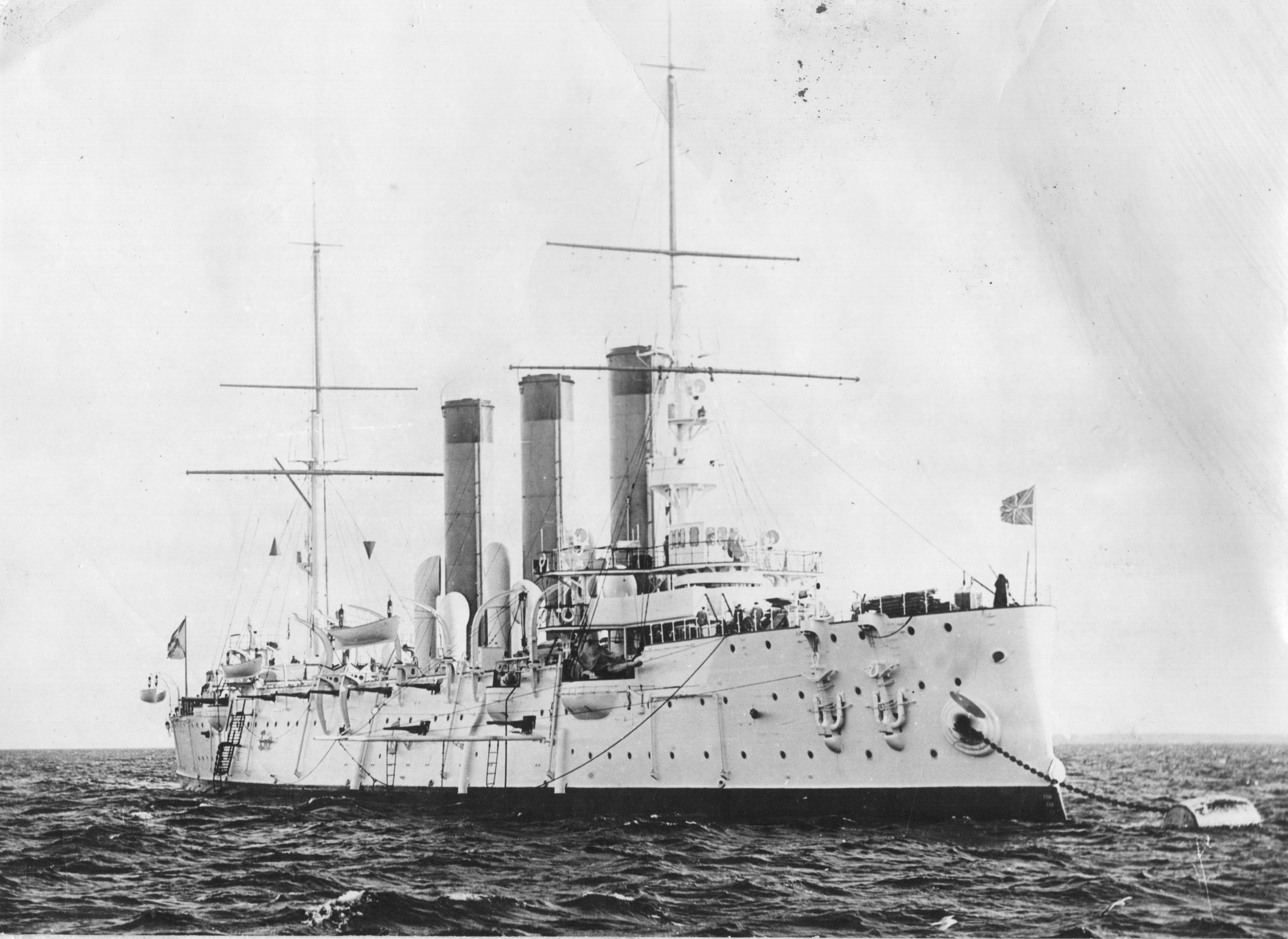
狄安娜号，停泊于喀琅施塔德

日俄战争结束后，狄安娜号重返俄国波羅的海艦隊，并改作为炮术训练舰，主炮也增加到10门152毫米炮。1912年到1914年期间，狄安娜号接受了一次比较大的改装，更换了舰上的锅炉，主炮则改为130毫米炮。
1914年第一次世界大战爆发时，狄安娜号编在波羅的海艦隊后备舰队中。其主要担任侦察任务，并为俄国轻型舰艇提供掩护。
1916年6月16日，装甲巡洋舰格罗莫鲍伊号、狄安娜号以及5艘驱逐舰出动袭击德国运输线路。14:00俄舰与8艘德国驱逐舰遭遇，立即展开交火。当俄国巡洋舰打出第二轮齐射后，一艘德国驱逐舰发起了鱼雷攻击，其中一枚鱼雷从格罗莫鲍伊号以及狄安娜号之间穿过，另一枚则直接冲向狄安娜号舰艉，迫使狄安娜号转向躲避。俄舰第三轮齐射后，德国驱逐舰开始拉起烟雾撤退。
1917年俄国二月革命期间，3月3日舰上水兵举行起义，杀死、杀伤了数名军官。同年9月29日，德国发起阿尔比恩行动。战役发起时，狄安娜号属于俄国里加湾防御部队的一员，不过并没有太多重要战绩。同年11月，俄国方面将狄安娜号改作医院船。
1918年1月，狄安娜号从赫尔辛基启程前往喀琅施塔德。同年5月起，狄安娜号就一直固定在喀琅施塔德没有动过，舰上的火炮则是运往阿斯特拉罕，安装在里海区舰队的船只上。
1922年7月1日，狄安娜号退役，船体运往德国，同年底在不莱梅进行拆解。1925年11月21日，从苏联海军中正式除籍。

## 历任舰长
- 1897年 - 1898年1月26日 海军一等校官（海军上校） Е. Е. 沙龙（Е. Е. Шарон）
- 1898年1月26日 - 1899年 海军一等校官（海军上校） М. Г. 涅温斯基（М. Г. Невинский）
- 1899年3月 - 1899年12月6日 海军一等校官（海军上校） К. Б. 米赫耶夫（К. Б. Михеев）
- 1899年12月6日 - 1904年 海军一等校官（海军上校） В. К. 扎列斯基（В. К. Залесский）
- 1904年2月15日 - 1904年3月11日 海军一等校官（海军上校） Н. М. 伊万诺夫（Н. М. Иванов 2-й）
- 1904年3月11日 - 1906年1月23日 海军一等校官（海军上校） А. А. 利文（英语：Alexander Alexanderovich Lieven）
- 1906年1月23日 - 1907年10月15日 海军一等校官（海军上校） П. В. 科柳帕诺夫（П. В. Колюпанов）
- 1907年10月15日 - 1907年12月17日 海军一等校官（海军上校） А. К. 吉尔斯（А. К. Гирс）
- 1907年12月17日 - 1909年8月10日 海军一等校官（海军上校） И. В. 斯图德尼茨基（И. В. Студницкий）
- 1909年8月10日 - 1911年9月9日 海军一等校官（海军上校） Ф. А. 维亚特金（Ф. А. Вяткин）
- 1911年9月9日 - 1915年6月8日 海军一等校官（海军上校） В. В. 谢利京（В. В. Шельтинг 1-й）
- 1915年6月29日 — 1915年12月6日 海军二等校官（海军中校） М. В. 伊万诺夫（М. В. Иванов 7-й）
- 1915年12月6日 — 1917年3月19日 海军一等校官（海军上校） М. В. 伊万诺夫（М. В. Иванов 7-й）
- 1917年3月 - 1918年. — П. П. 费奥多西耶夫（П. П. Феодосьев）
- 1918年 - А. А. 奥斯特罗格拉茨基（А. А. Остроградский）

## 同级舰
- 帕拉达号（智慧女神号）
- 阿芙乐尔号（曙光女神号）